# Peter Kürten

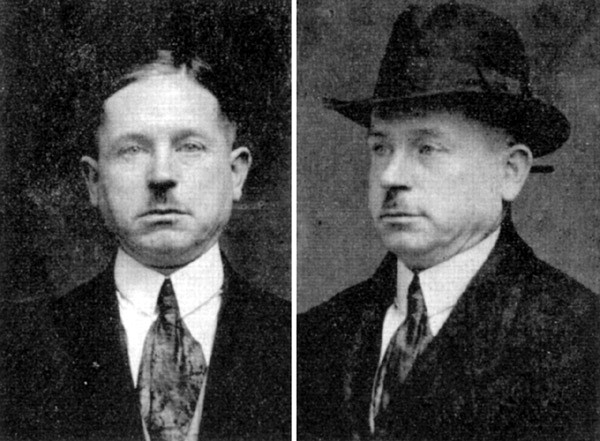
Peter Kürten

Peter Kürten (Düsseldorf, 26 mei 1883 – Keulen, 2 juli 1931), bijgenaamd de Vampier van Düsseldorf, was een Duitse seriemoordenaar.

## Moorden
Kürten was gefascineerd door de Engelse moordenaar Jack the Ripper en zijn schrikbewind veroorzaakte in Düsseldorf evenveel hysterie als dat van Jack the Ripper in 1888 in Londen. Kürtens eerste slachtoffer was de 9-jarige Christine Klein, die hij in 1929 de keel dichtkneep tot ze het bewustzijn verloor. Vervolgens randde hij haar aan en sneed haar keel open. Bij zijn volgende acht moorden gebruikte hij verschillende methodes, waaronder messteken, wurging en bruut geweld. Uiteindelijk liet hij een meisje dat hij had geprobeerd te verkrachten gaan. Ze deed geen aangifte, maar schreef een brief naar een vriendin over het voorval. Toen de brief verkeerd geadresseerd bleek te zijn, werd die geopend door de posterijen, die vervolgens de politie waarschuwden. Peter Kürten werd in april 1931 aangeklaagd en veroordeeld voor negen moorden. Op 2 juli 1931 werd hij onthoofd onder de guillotine van de Klingelpütz-gevangenis van Keulen.
Kürten beweerde zelf ca. 80 mensen te hebben omgebracht. Zijn eerste twee slachtoffers zouden twee vrienden zijn geweest die hij bij het zwemmen zou hebben verdronken.
De Duitse speelfilm M - eine Stadt sucht einen Mörder van Fritz Lang uit 1931 is deels gebaseerd op deze seriemoordenaar. Het boek "Het bloed van de zwaan" van Hugo Luijten is eveneens gebaseerd op deze zaak. Het boek Vriend Dood: biecht van een lustmoordenaar van Jean Paul Franssens, is geschreven vanuit perspectief van Peter Kürten zonder hem bij naam te noemen. Hij wordt in dit boek slechts een enkele keer P. K. genoemd.